# L.A. Woman (canción)
«L.A. Woman» es una canción de la banda estadounidense de rock psicodélico The Doors. Esta canción es la que da título a su álbum de 1971 L.A. Woman, el último álbum de la banda con el líder Jim Morrison antes de su muerte.
En la coda de la canción, Morrison repite la frase de Mr. Mojo Risin, que es un anagrama de "Jim Morrison".
La canción fue grabada en el local de ensayo de The Doors en Santa Monica Boulevard, West Hollywood, Los Ángeles, entre diciembre de 1970 y enero de 1971. Morrison grabó su parte vocal en el baño del estudio improvisado debido a la reverberación natural de la habitación. También participaron Marc Benno como guitarrista rítmico y Jerry Scheff en el bajo eléctrico.
Debido a su larga duración (7:49 en el álbum original y 7:59 en la edición del 40.º aniversario) y a la difícil progresión de acordes vocales, "L.A. Woman" se considera muy difícil de cantar en vivo. 
The Doors sólo interpretó la canción en vivo en su totalidad una vez, en su penúltimo concierto, en Dallas. La costumbre de Morrison era cantar a todo volumen toda la canción, ya que incluso la coda se canta con toda su fuerza. El abuso del alcohol y el tabaco habían tenido un efecto severo en la voz de Morrison y el resultado da a la canción un color distinto, difícil de repetir.

## Personal
The Doors
- Jim Morrison - voz.
- Robby Krieger - guitarra principal.
- Ray Manzarek - pianos (eléctrico y acústico).
- John Densmore - batería.

Músicos de estudio
- Jerry Scheff - bajo.
- Marc Benno - guitarra rítmica.